# عنکبوت‌های لق‌آرواره
عنکبوت‌های لق‌آرواره (نام علمی: Pararchaeidae) نام یک تیره از راسته عنکبوت است.